# Beaucaire, Gard
Beaucaire är en kommun i departementet Gard i regionen Occitanien i södra Frankrike. Kommunen ligger i kantonen Beaucaire som tillhör arrondissementet Nîmes. År 2022 hade Beaucaire 15 695 invånare.
Beaucaire är en urgammal ort, dess mässa hållen 21-28 juli och dokumenterad sedan 1200-talet var fram till järnvägarnas ankomst internationellt känd men har senare förlorat betydelse.

## Befolkningsutveckling
Antalet invånare i kommunen Beaucaire
Referens:INSEE